# گووکوویتسه (استان اوپوله)
گووکوویتسه (به لهستانی: Gołkowice) یک منطقهٔ مسکونی در لهستان است که در گمینا بچنا واقع شده‌است. گووکوویتسه ۱۴۰ نفر جمعیت دارد.